# Bernoullis ekvation

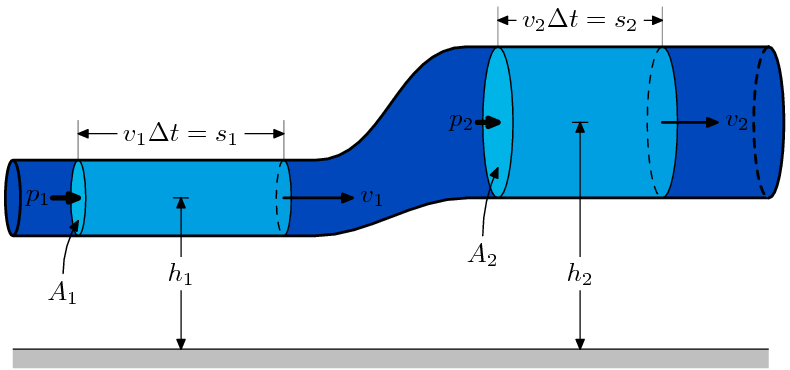
Schematisk bild av förändring av tryck, temperatur, avstånd och hastighet över en rörvidgning

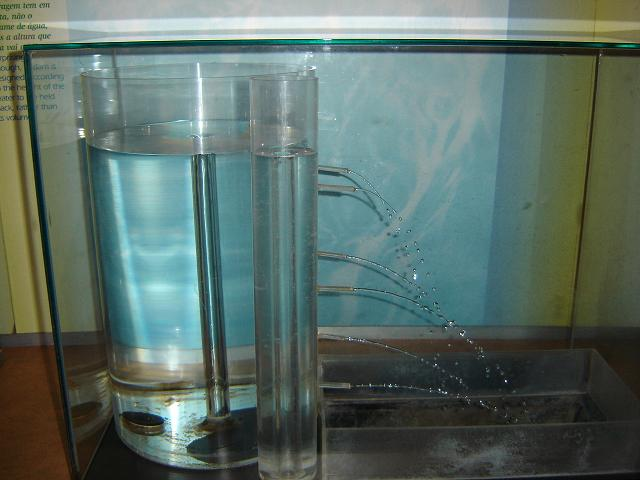
En praktisk illustration av Bernoullis princip. Vätskeutströmningen från de olika öppningarna i kärlet sker med olika hastighet, beroende på vilken höjd de befinner sig. Vätsketrycket är högre längre ner i kärlet, vilket leder till högre hastighet.

Bernoullis ekvation anger, inom fluidmekanik, att för en friktionsfri strömning sker en ökning av hastigheten hos fluiden samtidigt med en minskning av tryck eller en minskning av vätskans potentiella energi. Bernoullis princip är uppkallad efter den schweiziske forskaren Daniel Bernoulli, som publicerade principen i sin bok Hydrodynamica år 1738.
Bernoulli härledde att trycket minskade när flödeshastigheten ökar, var det Leonhard Euler som 1752 härledde Bernoullis ekvation i dess vanliga form. Principen är endast tillämplig för isentropiska flöden, när effekterna av irreversibla processer (som turbulens) och icke-adiabatiska processer (t.ex. termisk strålning) är små och kan försummas.
Bernoullis princip kan appliceras på olika typer av vätskeflöden, vilket resulterar i olika former av Bernoullis ekvation. Den enkla formen av Bernoullis ekvation är giltig för inkompressibla flöden (t.ex. de flesta vätskeflöden och gaser som rör sig vid lågt Mach-tal). Mer avancerade former kan användas för en kompressibel strömning vid högre Mach-tal.
Bernoullis princip kan härledas från principen om energibevarande. Det innebär att i ett jämnt flöde är summan av alla former av energi i en vätska densamma på alla punkter som är fria från viskösa krafter. Detta kräver att summan av kinetisk energi, potentiell energi och inre energi förblir konstant. Alltså sker en ökning av vätskans hastighet - vilket innebär en ökning av dess kinetiska energi - med en samtidig minskning i dess potentiella energi och inre energi. Om vätskan rinner ut ur en behållare är summan av alla energiformer densamma eftersom energin per volymenhet är densamma överallt i en behållare.
Bernoullis princip kan även härledas direkt från Isaac Newtons andra rörelselag. Om en liten volym vätska strömmar horisontellt från ett område med högt tryck till ett område med lågt tryck, är det mer tryck bakom än framför. Detta ger en nettokraft på volymen som accelererar längs strömlinjen.
Vätskepartiklar utsätts endast för tryck och sin egen vikt. Om en vätska strömmar horisontellt och längs en sektion av en strömlinje där hastigheten ökar, kan det bara bero på att vätskan från den sektionen har flyttats från ett område med högt tryck till ett område med lågt tryck. Och tvärtom, om hastigheten minskar, kan det bara bero på att den har flyttat från ett område med lågt tryck till ett område med högt tryck. Alltså, när en vätska strömmar horisontellt, inträffar den högsta hastigheten där trycket är lägst, och den lägsta hastigheten där trycket är högst.
Bernoullis ekvation är en speciell tillämpning av lagarna för rörelse och energi, principekvationen beskriver trycket som mäts vid vilken punkt som helst i en vätska, som kan vara en gas eller en vätska, till densiteten och hastigheten för det specificerade flödet. Det kan förklaras med hjälp av att föreställa sig en partikel i ett cylindriskt rör. Om trycket på båda sidor av röret är lika, kommer partikeln att vara stationär och i jämvikt. Genom att implementera den andra föreslagen kommer partikeln att accelerera eller bromsa om det finns en tryckskillnad över partikeln. Partikelns hastighet kommer att öka när den närmar sig ett högtrycksområde och minska när den närmar sig ett lågtrycksområde. Denna princip kan också ses i termer av tryck. Om en vätska bromsas ner i röret kommer trycket att stiga.
Bernoulli tänkte att det måste finnas något som tvingar vattnet att rinna snabbare. Han ansåg att vattnet inte ändrade sin volym när det gick genom två olika rör, så för att behålla samma volym måste vattnet rinna snabbare. Genom att ändra på omkretsens på ett av rören upptäckte han att när samma volym strömmade genom ett smalare rör så måste hastighet på vattnet öka. Men trycket i det smalare röret var mindre medan trycket var högre i det bredare röret. 

## Inkompressibel strömningsekvation
I de flesta vätskor, och gaser med ett lågt Mach-tal, kan densiteten anses vara konstant, oavsett tryckvariationer i flödet. Därför kan vätskan anses vara inkompressibel. Bernoulli utförde alla sina experiment på vätskor, så hans ekvation är endast giltig för inkompressibelt flöde.
Tryck och hastighet i en stationär, inkompressibel och friktionsfri strömning längs en strömlinje kan uttryckas enligt följande ekvation under förutsättning att ingen värme tillförs fluiden eller mekaniskt arbete uträttas:
{\displaystyle {\dfrac {p}{\rho \cdot g}}+{\frac {u^{2}}{2\cdot g}}+z=konstant}
Enheten för termerna i ekvationen är (m);
p = statiska trycket i enhet (N/m²)
ρ = fluidens densitet i enhet (kg/m3)
g = tyngdaccelerationen i enhet (m/s2)
u = strömningshastigheten i enhet (m/s)
z = höjden över ett horisontalplan som angetts som referensplan i enhet (m).
Ekvationen är känd som Bernoullis ekvation och togs fram av den schweiziske matematikern Daniel Bernoulli som publicerade en av de första böckerna om strömmande fluider år 1738. Ekvationen ovan utvecklades dock ett par år senare.
Betraktas en strömningslinje mellan två punkter med olika höjd över ett horisontellt referensplan erhålls vid förlustfri strömning;
{\displaystyle {\dfrac {p_{1}}{\rho \cdot g}}+{\frac {u_{1}^{2}}{2\cdot g}}+z_{1}={\frac {p_{2}}{\rho \cdot g}}+{\frac {u_{2}^{2}}{2\cdot g}}+z_{2}}
Med ekvationen kan man bestämma strömningshastigheten och trycket i varje punkt längs en strömningslinje. Om även strömningsförlusterna mellan punkter 1 och 2 inkluderas utvidgas ekvationen till följande uttryck:
{\displaystyle {\dfrac {p_{1}}{\rho \cdot g}}+{\frac {u_{1}^{2}}{2\cdot g}}+z_{1}={\frac {p_{2}}{\rho \cdot g}}+{\frac {u_{2}^{2}}{2\cdot g}}+z_{2}+h_{f}+h_{t}}
Den näst sista termen hf är strömningsförlusterna som uppstår på grund av fluidens viskositet, uttryckt som en höjdförlust i meter. Vid rörströmning tillkommer dessutom tilläggsförluster, ht.
Statiskt, dynamiskt tryck och totalt tryck:
Termen {\displaystyle {\dfrac {p}{\rho \cdot g}}} utgör fluidens statiska tryck (tryckpotential) i höjdform.
Termen {\displaystyle {\dfrac {u^{2}}{2\cdot g}}} utgör fluidens dynamiska tryck (hastighetspotential) i höjdform.
Summan av dessa blir fluidens totala tryck eller ”stagnationstryck” (total potential).

## Praktiska tillämpningar

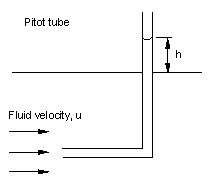
Pitotrör för bestämning av hastigheten för en strömmande fluid

Bernoullis ekvation ligger till grund för en mängd tekniska tillämpningar inom strömningsmekaniken, alltifrån beräkning av hur mycket energi som kan utvinnas ur ett vattenkraftverk med en viss nivåskillnad mellan vattennivå i vattendammen och turbinhjulets placering till så enkla applikationer som exempelvis Pitot-röret, uppkallat efter Henri Pitot som uppfann en enkel metod för att mäta strömningshastigheten i floden Seine i Paris. 

### Pitot-röret
Höjden h, som vätskepelaren i ett pitot-rör stiger över den fria ytan, är ett uttryck för fluidens totala tryck, eftersom hastigheten i pitot-röret är noll.
{\displaystyle h={\dfrac {\Delta p}{\rho \cdot g}}={\dfrac {u^{2}}{2\cdot g}}}
Genom att man mätte höjden h kunde strömningshastigheten i floden bestämmas.
Omvänt kan pitotröret användas för att bestämma en farkosts hastighet relativt en stillastående fluid, för ett flygplan i luften eller för en båt i vattnet, genom att koppla en tryckmätare till röret:
{\displaystyle u={\sqrt {h\cdot 2\cdot g}}}